# Fűrész VI.
A Fűrész VI. (Saw VI) egy 2009-es amerikai horrorfilm, melyet Kevin Greutert rendezett, a forgatókönyvet pedig Marcus Dunstan és Patrick Melton írta. Ez a Fűrész filmsorozat hatodik epizódja. A főszerepekben Tobin Bell, Costas Mandylor, Shawnee Smith és Betsy Russel látható.

## Szereplők
- Tobin Bell – John Kramer
- Costas Mandylor – Mark Hoffman nyomozó
- Shawnee Smith – Amanda Young
- Betsy Russel – Jill Tuck
- Peter Outerbridge – William Easton
- Mark Rolston – Dan Erickson

## Történet
Két hitelező, Eddie és Simone egy ismeretlen helyen tér magához: mindkettejük fején egy-egy szerkezet van felrögzítve, amelyből erős acélszálat irányulnak a halántékukra, közöttük pedig egy mérleg helyezkedik el. Egy képernyőn megjelenik Billy, a mechanikus báb, és közli velük, hogy azért kerültek ide, mert ragadozók módjára segítettek az embereken anyagi haszonnyújtásukkal, de sokkal több pénzt kértek mindig vissza, mint amennyit az emberek meg tudtak nekik adni. Éppen ezért a helyzet megfordult: eddig ők voltak a ragadozók, de most prédává válnak, és egyfajta jelképként, a saját húsukat kell feláldozniuk a szabadságukért. Hatvan másodperc áll rendelkezésükre, hogy húsáldozatot mutassanak be. Eddie azonnal nekilát levagdosni magáról a húst, Simone-nak viszont nincs mit magáról levágnia, ezért a karját kezdi levágni. Eddie mérlegére egyre több hús kerül, az idő pedig vészesen fogy, így Simone a saját karját vágja le. Eddie koponyáját összetöri a szerkezet, Simone pedig túléli a próbát.
Hoffman, aki sikeresen megmenekült az előző film végén a présszobából, tovább folytatja a játékot. A rendőrség és Dan Erickson FBI-ügynök megtalálja a Mérleg csapdát és Eddie holttestét. Ekkor meglepetés következik: kiderült, hogy a halottnak hitt Lindsay Perez (Athena Karkanis) életben van. Erickson beavatja Hoffmant, hogy azért titkolták el, hogy Perez még él, hogy megvédjék őt. Eddie szemhéján felfedeznek egy ujjlenyomatot, amelyről kiderül, hogy Peter Strahm ügynökhöz tartozik (egy visszaemlékezésből kiderül, hogy miután Hoffman kijutott az üvegkoporsóból, megtalálta Strahm kezét, és magánál tartotta). A boncolás során Dr. Adam Heffner kideríti, hogy a holttesteken ejtett kirakós darabok kivágásához használt szike megegyezik azzal, amellyel évekkel korábban Seth Baxter, Hoffman húgának vőlegényének és gyilkosának holttestén is ejtették a jelet. Perez és Erickson gyanúsnak találja az ügyet, ezért újra megnyitják a Baxter-aktát.
Hoffman elmegy Jill klinikájára, ahol követeli a nőtől, hogy adja át neki azt az öt borítékot, amelyeket John neki hagyott, és amelyek a következő játék tesztalanyainak fényképeit tartalmazza a John utolsó kérésében szereplő dobozból. A játékban egy egészségbiztosítási ügyvezető, William Easton és munkatársai vesznek részt. Easton cége ugyanis kétes üzletpolitikája miatt elutasítja az emberek egészségbiztosítási kérelmét, ha úgy látják, az illető később nem tudná visszafizetni a kölcsönt, emiatt sok, súlyos beteg embert ítélnek halálra, akiknek pénzre lenne szüksége a kezelésekhez. Miután Hoffman elrabolja őket és egy elhagyatott állatkertbe viszi, Williamet és a gondnokot, Hanket oxigénmaszkra köti, amelyek a testükre szorított hatalmas satukba vannak kapcsolva. Egy felvételen John közli Williammel, miért van itt: a rendszere korántsem mindenható és szembesülnie kell azzal, hogy az emberek élni akarnak, de hogy ő életben marad-e, az már nem pont rajta fog múlni. William egy órát kap, hogy a rá váró hat próbatételt elvégezze, ellenkező esetben a nővére, az újságíró Pamela Jenkins szörnyű következmények elé néz és a kezén lévő bilincsek felrobbantják. A csapda, valahányszor lélegzetet vesznek, mind jobban összepréseli a testüket. A két férfi megküzd egymással, amelyben az évek óta dohányzó Hank szörnyethal, William azonban kiszabadul. A próbák helyszínén akad egy-egy kulcs, amely a végtagjaira erősített bombákhoz tartoznak. Ezt követően egy piros vonalat kénytelen követni a padlón. 
Pamela egy ketrecben tér magához, és észreveszi, hogy két másik ember van a mellette lévő ketrecben: Tara és a tizenéves fia, Brent. A három alany egy TV-képernyőn keresztül követi végig Easton próbáit.
A második próbánál Eastonnek döntenie kell, hogy két kollégája közül melyiket menti meg: Addy és Allen egy-egy talapzaton áll, nyakukban hurokkal. Williamnek két kart kell megragadnia, amelyek egyre tágulnak kifelé. Mialatt a láncok szorítják képek jelennek meg előtte: Addy cukorbeteg, elvei szerint tehát őt kellene feláldozni, ám családját hatalmas veszteség és fájdalom érné. Allen fiatal és egészséges, de neki senkije nincs, semmi érdemlegeset nem tett életében. Így kénytelen választani William, amelynek végén, talán megszólaló lelkismerete Addyt menti meg. Allen rövid pillanatok alatt ugyan, de szembesül végzetével, ezért elátkozza főnökét, mert becsapva érzi magát.
A harmadik próbatételben Williamnek egy kazánházban kialakított gőzlabirintuson át kell vezetnie az ügyvédjét, Debbie-t akinek a testére egy halálos szerkezetet szereltek fel. A próba lényege, hogy lássa William mások meddig mennek el az életben maradásért. Súlyos nehézségek árán sikeresen kijuttatja a nőt, de amikor az meglátja egy röntgenfelvételen, hogy a szabadulásához szükséges kulcs a férfi testében van, rátámad egy körfűrésszel, mert élni akar. William rövid küzdelmet folytat ellene, mígnem az idő lejár: a Debbie-re szerelt szögbelövő aktiválódik, és megöli a nőt.
Negyedik próbája is fájdalmas fizikailag és lelkileg: egy körhintára kötözött hat munkatársával találja szemben magát, előttük egy megtöltött puska, amely mindannyiszor kiolt egy életet, hacsak William nem nyúl be az előtte lévő szerkezethez és nyomja meg a gombot. Csak két embert menthet meg, s hogy a döntés mennyire fájdalmas, ezt az is mutatja, hogy a gomb lenyomása során mindig a kezébe fúródik egy csavar. A munkatársak nagy része hol a szabályokra hivatkozik, hol fogadkozik, hol hazudozik. Végül két női kollégáját menti meg a halálos körforgóból, az egyiküket azért, mert tudja, hogy gyermekei vannak. Az utolsónak maradt Josh látva, hogy őt nem választotta ki dühöng, káromkodik, átkozza főnökét és az életben maradottakat. William már amúgy se hisz saját szabályaiban, hisz látja mennyivel többet ér az élet, s milyen az, ha ő rendelkezik másoké felett.
Miközben zajlik a játék, Erickson felhívja Hoffmant, hogy menjen a hangelemző laborba, mert megszerezték a Seth Baxter meggyilkolásának helyszínén talált videoüzenetet. A laborban Erickson felfedi Hoffman előtt, hogy aggasztja, hogy Strahm ujjlenyomatát találták meg Eddie holttestén – a gond csak az, hogy a vizsgálat szerint Strahm már halott volt, amikor az ujjlenyomata a holttest szemhéjára került. A technikus ekkor azonosítja a videón lévő hangot, amely egyezik Hoffmanéval – aki ekkor támadásba lendül, egy késsel elvágja Erickson torkát, majd a technikust használva pajzsként (akit Perez többször is meglő fegyverével), megközelíti és halálra szurkálja Perezt. Hoffman benzinnel belocsolja az egész labort és a holttesteket, majd felgyújtja a helyszínt.
Hoffman visszatér a megfigyelő helyiségbe, ahol megtalálja annak a levélnek a másolatát, amit ő írt Amandának. Ebből kiderül, hogy azon az éjszakán, amikor Jill elvetélt, Amanda és a barátja, Cecil Fletcher is a helyszínen voltak. Cecil miatt Jill elvetélt, amikor az rácsapta az ajtót a nő hasára, de Amanda volt, aki sürgette a férfit, hogy lopjon a klinikáról. Hoffman tudta ezt, így megzsarolta a nőt: Amanda vagy megöli Dr. Lynn Denlont (aki a harmadik részben végrehajtotta Johnon a műtétet) vagy Hoffman felfedi John előtt szörnyű tettét. A levelet korábban Pamela megtalálta és odaadta Jillnek, aki aztán titokban figyelni kezdte Hoffmant. Ebben a pillanatban megjelenik Jill és a székben lévő elektródákkal ártalmatlanítja Hoffmant, majd a székhez szíjazza, és a fordított medvecsapda egy újabb változatát szereli a férfi fejére. Jill felfedi, hogy volt egy hatodik boríték is, amelyet John neki hagyott: a fotón Hoffman látható, John ugyanis halála előtt megkérte feleségét, hogy tesztelje le Hoffmant. 
Easton az utolsó pillanatban ér el az végső próba helyszínre, mielőtt az ajtó bezáródik. Itt találkozik nővérével, és Taraék is felismerik: Easton volt az, aki elutasította Harold Abott kérését, aki így nem kapott anyagi támogatást, hogy kezelni tudják betegségét. Korábban John is így esett el az anyagi támogatástól, így nem tudták kezelni halálos rákját. Egy utolsó üzenetben Kramer elárulja Taraéknak, hogy William számos próbán ment át és eközben döntéseket kellett hoznia, amelyekkel segíthetett másokon, vagy a végzetüket okozhatta. Mindent megtett, hogy a családját megvédje, de amikor lehetősége lett volna a nő férjét megmenteni, nem élt a lehetőséggel. Így most Tarának van lehetősége, hogy döntsön: megbocsát Eastonnak vagy halálra ítéli azért, amit a férjével tett. A két cella közötti és Eastonnel egy térben lévő hatalmas rácsos fecskendők vannak a plafonon, amelyhez két hatalmas savtartály van kapcsolva. Az ezt működésbe hozó kapcsoló Taraék szobájában van, a nőnek döntenie kell. Easton rádöbben, hogy a játék nem arról szólt, hogy megmutassa mennyire rossz döntéseket hozott, hanem arról, hogy meg tudja, milyen az, ha az ő sorsáról döntenek, noha rengeteg kínszenvedésbe telt, hogy túléljen. Könyörög a nőnek, aki a dühe ellenére sem képes megtenni, de végül a fián eluralkodik a düh apja elvesztése miatt és meghúzza a kart. A rács lezuhan, belevágódik Easton testébe, és a több liter sav percek alatt kettémarja a férfi testét, s a férfi borzalmas kínok között pusztul el.
A savtartály bekapcsolásával aktiválódik a Hoffman fejére szerelt medvecsapda is. Jill bezárja Hoffmant a megfigyelőhelyiségbe, és nem hagy neki esélyt a menekülésre. A férfi azonban a szerkezettel összetöri a kezeit, kiszabadul a székből, majd az ablakkeretbe szorítva a szerkezetet, kitépi magát a medvecsapdából, de ezzel a száját is felszakítja.

## Fordítás
- Ez a szócikk részben vagy egészben  a   Saw VI című angol Wikipédia-szócikk ezen változatának fordításán alapul.  Az eredeti cikk szerkesztőit annak laptörténete sorolja fel. Ez a jelzés csupán a megfogalmazás eredetét és a szerzői jogokat jelzi, nem szolgál a cikkben szereplő információk forrásmegjelöléseként.